# Dome C
Dome C (conosciuta anche come Dome Circe, Dome Charlie (per gli statunitensi) o Dome Concordia (per italiani e francesi)), è una cima di 3233 m s.l.m. situata nel Plateau Antartico, a circa 1100 km dalla base australiana Casey Station e 1200 km da quella italiana Mario Zucchelli. A Dome C è presente la stazione internazionale Concordia, operata in collaborazione da Francia e Italia.

## Storia
Nel 1980, fu posizionata in situ una stazione meteorologica automatica, battezzata Dome C (74°30′S 123°00′E, 3280 m), che registrò la temperatura minima rimasta a lungo record dell'area (-84,6 °C, il 26 agosto 1982); nel 1995 la stazione fu spostata a qualche decina di chilometri (75°07′S 123°22′E, 3250 m) e ribattezzata Dome C II: tuttora operativa, ha misurato una temperatura minima di -83,2 °C (13 agosto 2010), mentre la temperatura minima misurata alla stazione Concordia è stata di -84,7 °C (13 agosto 2010). Questi estremi, tipici del Plateau Antartico orientale, si raggiungono di norma verso la fine del semestre invernale (aprile - settembre), mentre il dato medio annuale si colloca a -52,7 °C; le precipitazioni nevose variano, invece, dai 2 ai 10 cm: tutte condizioni favorevoli, oltre che per gli studi di climatologia, sismologia e fisica dell'atmosfera dell'Antartide, anche per verificare l'adattamento umano in condizioni climatiche estreme.
Il sito si presta, in modo eccellente, anche alle osservazioni astronomiche grazie all'atmosfera relativamente tersa e calma e garantisce un seeing medio di 0,3 secondi d'arco al di sopra dei 30 m.

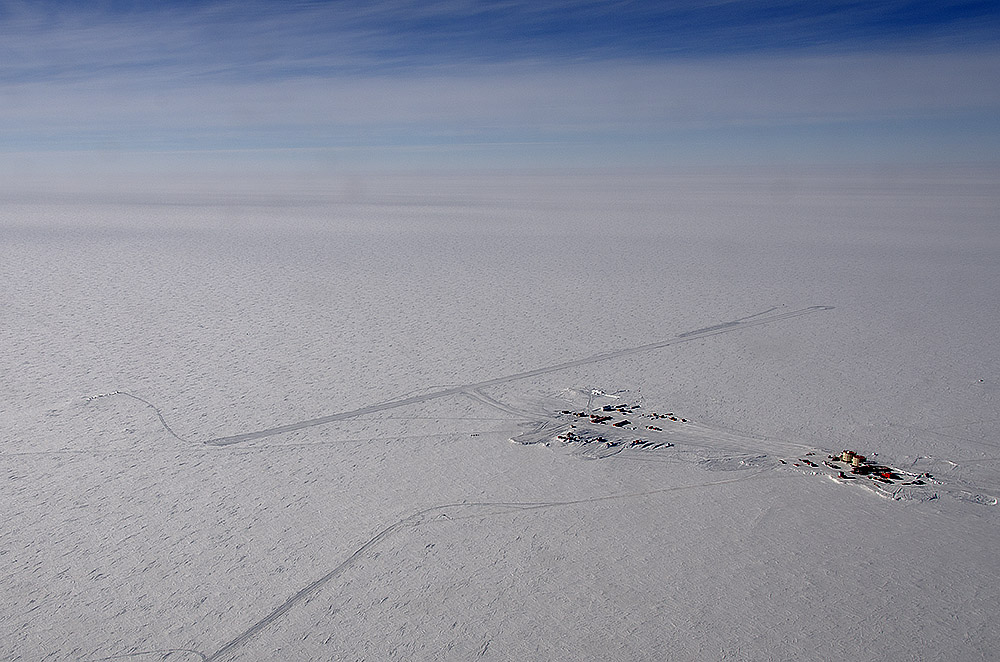
Vista aerea di Dome C, con la base Concordia